# Afrectopius pareensis
Afrectopius pareensis är en stekelart som beskrevs av Heinrich 1967. Afrectopius pareensis ingår i släktet Afrectopius och familjen brokparasitsteklar. Inga underarter finns listade i Catalogue of Life.